# Wilhelm Hamberger
Wilhelm Hamberger (* 11. November 1903 in Regensburg; † 15. August 1979) war ein deutscher Oberst der Wehrmacht und Bundeswehr. Im Zweiten Weltkrieg war er als General des Transportwesens eingesetzt.

## Leben
Wilhelm Hamberger trat am 1. April 1923 in das Infanterie-Regiment 21 in Bayreuth ein. Als Leutnant (Beförderung am 1. Dezember 1926) war er hier 1928 in der 3. Kompanie. Am 1. April 1929 zum Oberleutnant befördert war er 1931 Adjutant im Ausbildungsbataillon des 21. Infanterie-Regiments in Erlangen.
Zu Beginn des Krieges war er 1939 als Hauptmann Ia des Grenzabschnittskommandos 8, welches auch als Grenz-Division Trier bezeichnet wurde. Mit Beginn des Krieges gegen Polen erfolgte die Umgliederung in die 72. Infanterie-Division und Hamberger blieb auch dort Ia. Von März 1940 bis März 1941 war er Ia der 45. Infanterie-Division. 1940 erhielt er das Eisernen Kreuz I. Klasse. Später war er General des Transportwesens B, welcher Mitte April 1943 General des Transportwesens Süd wurde. Für seinen Einsatz als General des Transportwesens Süd, welcher Anfang April 1944 in den General des Transportwesens Nordukraine überführt worden war, wurde er am 9. Mai 1944 mit dem Deutschen Kreuz in Silber ausgezeichnet. Ende September 1944 wurde aus dem General des Transportwesens Nordukraine der General des Transportwesens A. Am 20. April 1945 wurde er als Oberst i. G. und General des Transportwesens Weichsel mit dem Ritterkreuz des Kriegsverdienstkreuzes mit Schwertern ausgezeichnet. Nach Kriegsende fungierte Hamberger als General des Transportwesens Weichsel bis 23. Mai 1945 als Verbindungsoffizier des Transportchefs Nord.
Hamberger kam in belgische Kriegsgefangenschaft aus welcher er am 14. April 1947 entlassen wurde. Später wurde er in das Amt Blank übernommen und war hier für das (Haupt-)Referat Transportwesen verantwortlich. Er trat in die Bundeswehr ein und war dort als Oberst von 1958 bis 30. September 1962 stellvertretender Befehlshaber im Wehrbereichskommando IV und Chef des Stabes in Mainz. Sein Nachfolger war Brigadegeneral Johannes Sapauschke.
Hamberger war mit Edda, geb. Vocke (1901–1984) verheiratet. Sein Grab befindet sich auf dem Hauptfriedhof Würzburg.

## Werke (Auswahl)
- Das Transportwesen der Streitkräfte – Aufgaben und Organisation. Bonn, 1956.